# A Vendvidék szakrális építményeinek listája

## A
- Apátistvánfalvai községi kereszt (épült 1911-ben)

## B
- Bedi-kereszt, Újbalázsfalva

## Cs
- Csárdásin-kereszt, Felsőszölnök

## G
- Gáspár és Doncsecz család keresztje, Kétvölgy
- Gáspár és Fodor család keresztje, Kétvölgy

## Gy
- Gyümölcsoltó Boldogasszony-templom (Alsószölnök) (épült 1815-ben)
- Gyürén-kereszt, Felsőszölnök

## H
- Harding Szent István-templom (Apátistvánfalva) (épült 1785-ben)

## K
- Keresztelő Szent János-templom (Felsőszölnök) (1591-ben evangélikus templom már itt létezett, 1717-től katolikus, 1794-ben felújításra került, végleges állapotát 1938-ban nyerte)

## L
- Lovenyák-kiskápolna, Újbalázsfalva

## M
- Magtártemplom
- Markén-kereszt, Felsőszölnök
- Merkli-kereszt (Szakonyfalu)
- Mesics-Embersics-kereszt (Ritkaháza) (állították 1917-ben)
- Mindenszentek-templom (Rábakethely)

## N
- Nagyboldogasszony-templom (Szentgotthárd)

## O
- Oreovecz-kiskápolna (Permise) (épült 1947-ben)
- Orfalui harangláb (épült 1823-ban)

## P
- Pavlics-kereszt (Rábatótfalu)

## R
- Rábatótfalui harangláb (1825-ben került felújításra)
- Régi apátistvánfalvai kápolna
- Régi felsőszölnöki evangélikus templom (1591-től egészen 1717-ig volt evangélikus felekezetű a település)
- Régi felsőszölnöki Keresztelő Szent János-kápolna (1377-ből maradt feljegyzés)
- Ritkaházai harangláb (épült 1865-ben)
- Rüsics-kereszt (Ritkaháza) (állították 1892-ben)

## S
- Sarlósboldogasszony-templom (Szakonyfalu) (épült 1922-ben)
- Serfecz-kereszt (Ritkaháza)
- Sömenek-kereszt (Permise)
- Sulics-kiskápolna (Ritkaháza)
- Steier-kereszt (Ritkaháza) (állították 1912-ben)

## Sz
- Szent Flórián kápolna (Rábatótfalu) (épült 1885-ben)
- Szent Flórián szobor (Alsószölnök)
- A szentgotthárdi apátság temploma és kolostora

## T
- Temetőkápolna (Szentgotthárd)

## V
- Világháborús emlékmű (Alsószölnök)
- Világháborús emlékmű (Apátistvánfalva)
- Világháborús emlékmű (Felsőszölnök)
- Világháborús emlékmű (Rábatótfalu)
- Vugrinecz-kereszt (Alsószölnök) (állították 1947-ben)

## W
- Windisch-Horváth-kereszt (Szakonyfalu)

## Z
- Zrim-kereszt (Kétvölgy)
- Zsmitén-kereszt, Felsőszölnök

## Galéria

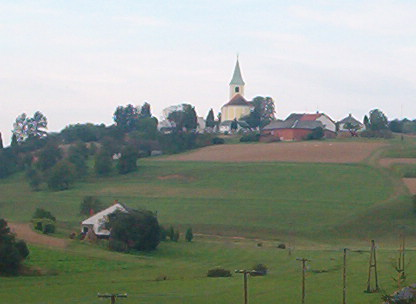
Az apátistvánfalvai templom távolról
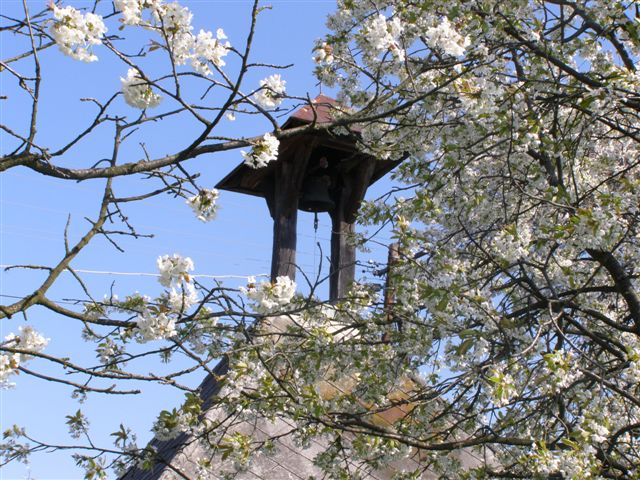
A ritkaházai harangláb
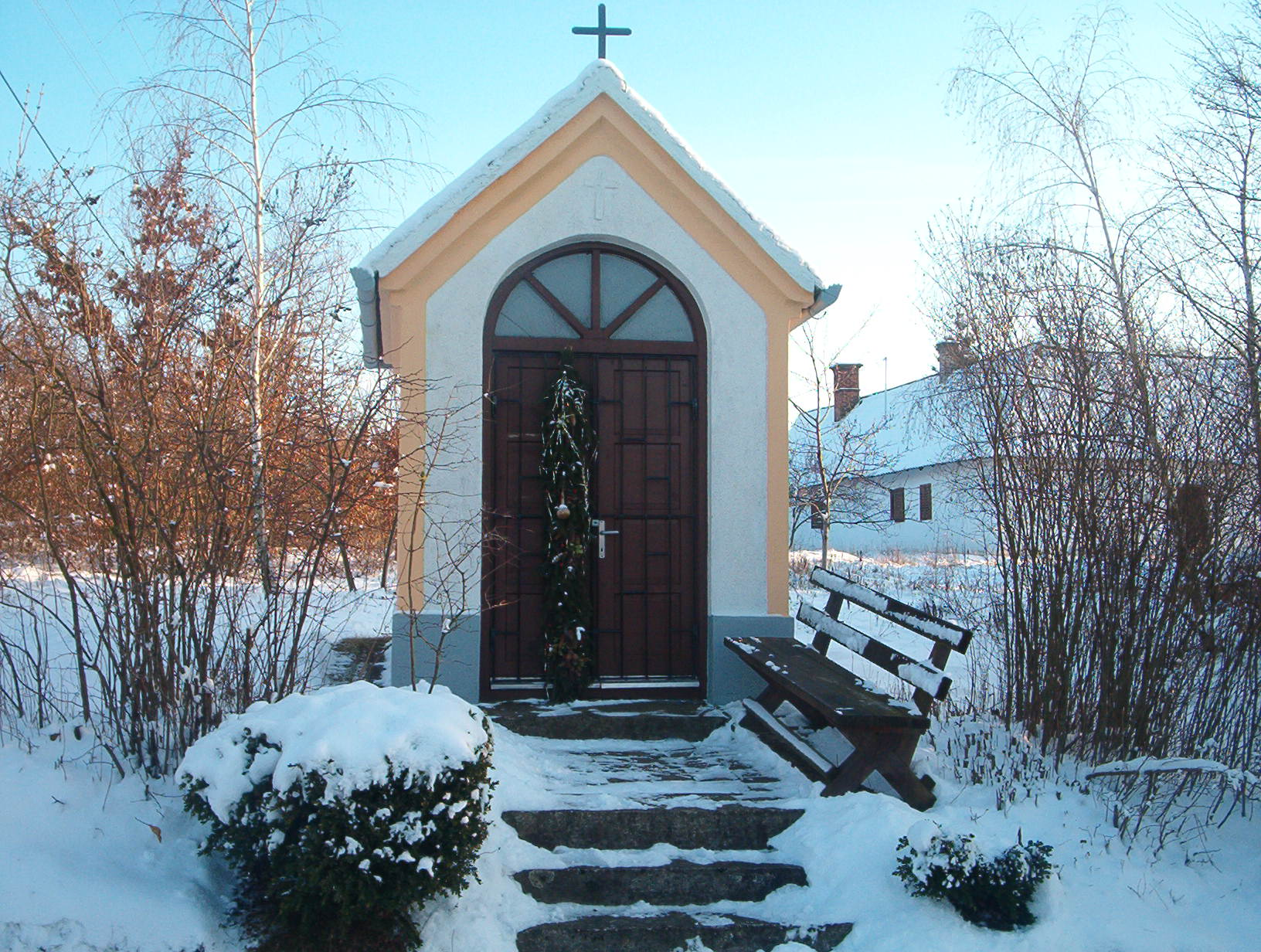
A ritkaházi Sulics-kápolna
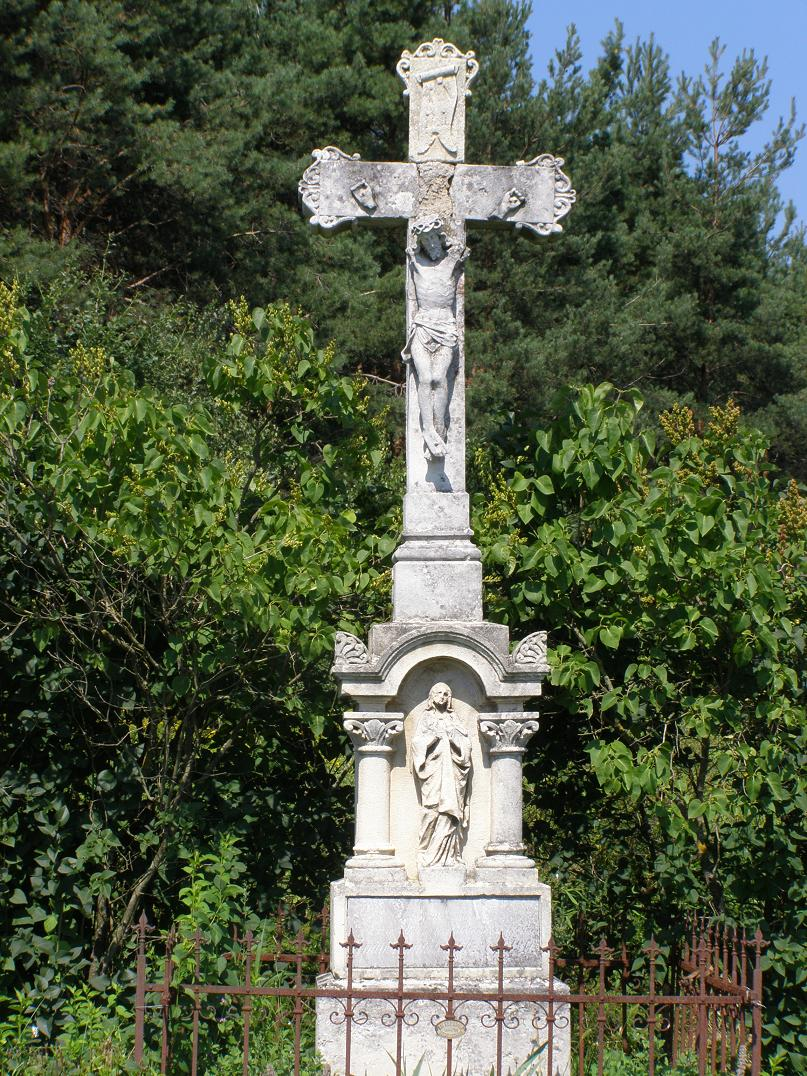
Községi kereszt, Apátistvánfalva
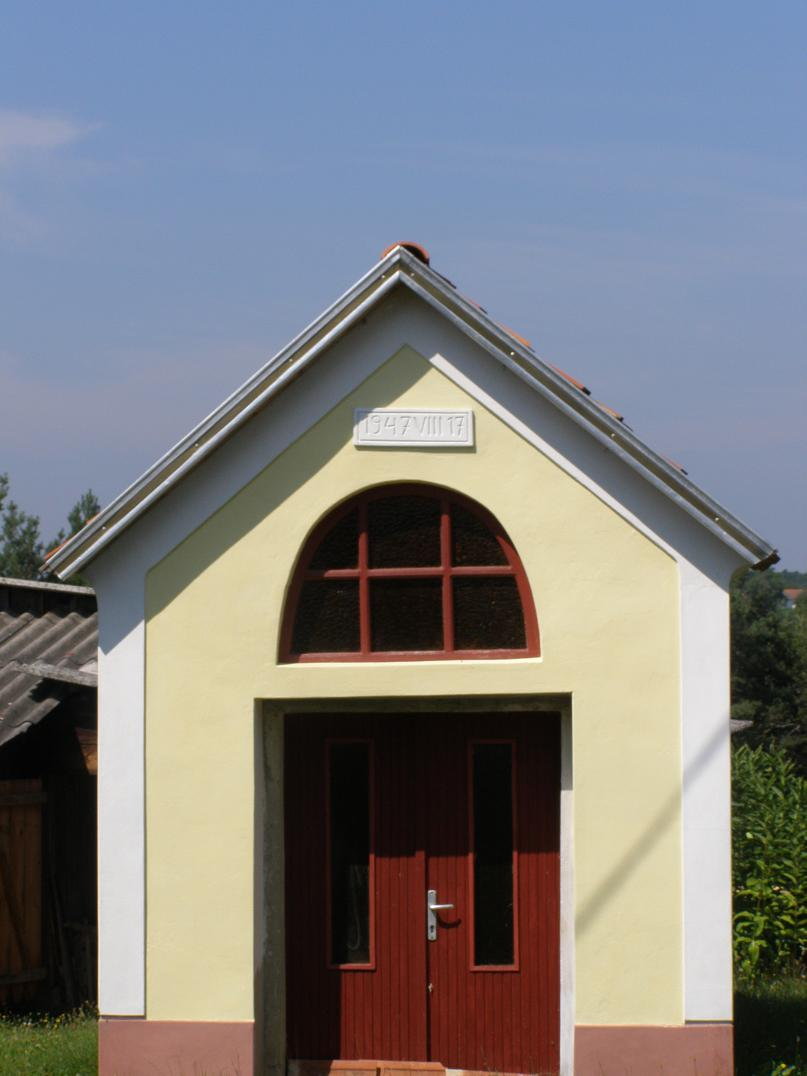
Az Oreovecz-kápolna Kétvölgyön
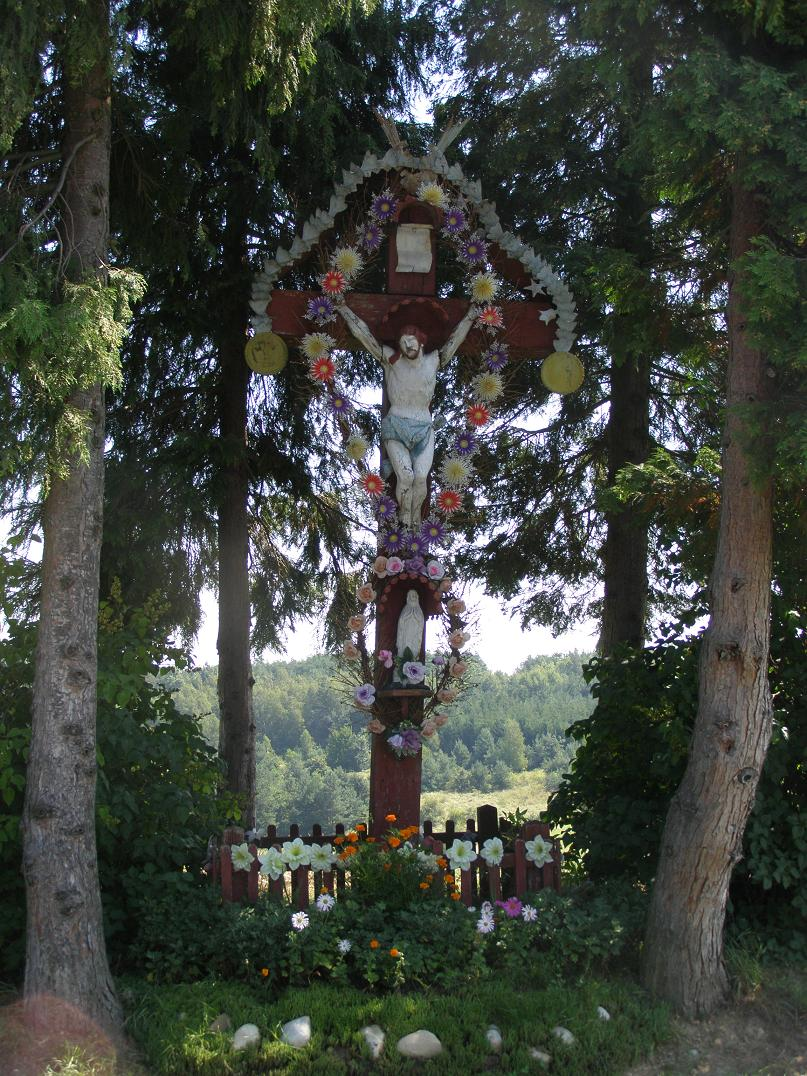
Sömenek-kereszt, Permise
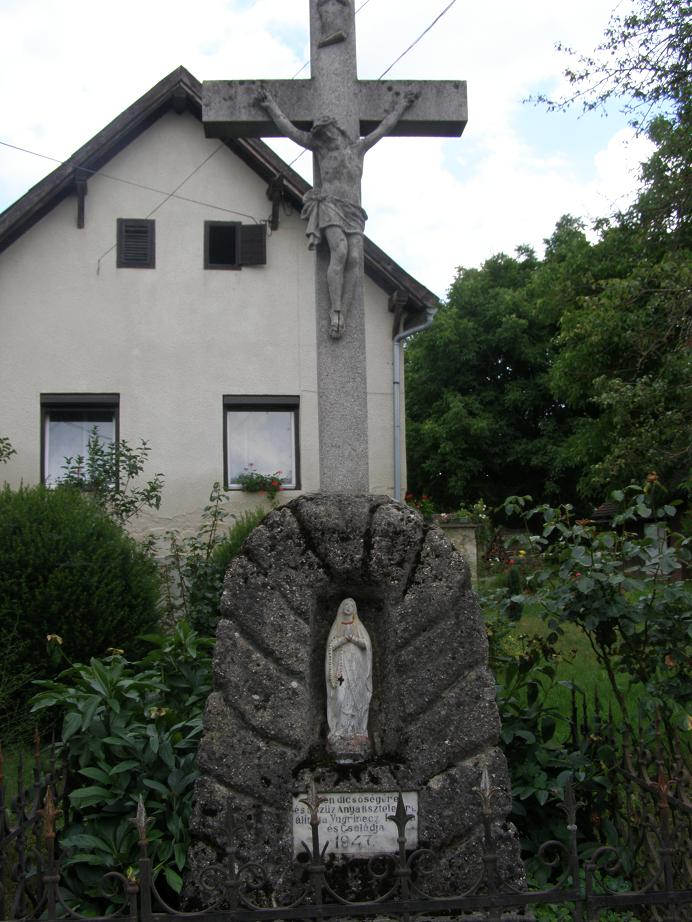
A Vugrinecz-család keresztje Alsózölnökön
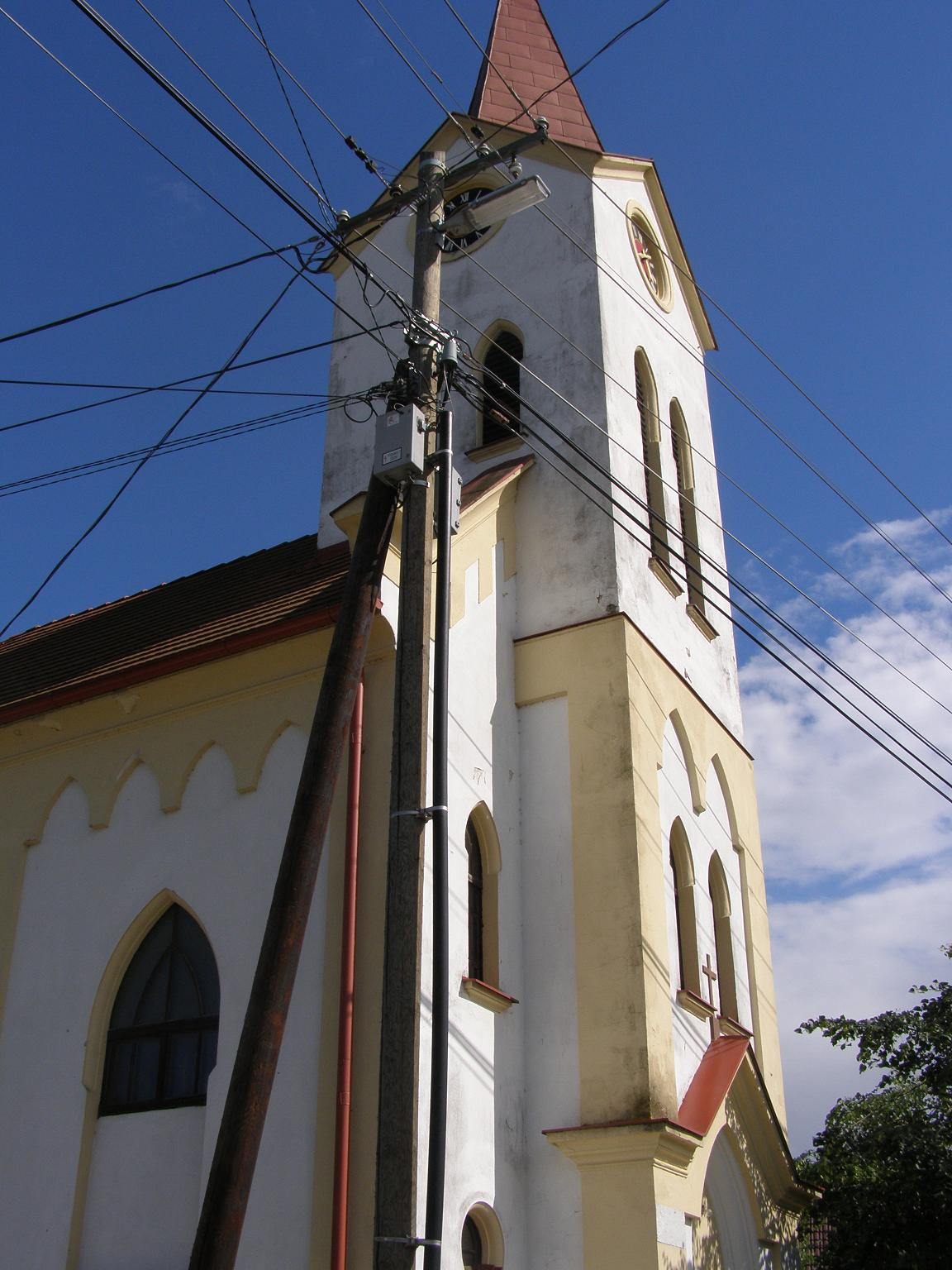
A Sarlós Boldogasszony Templom Szakonyfaluban
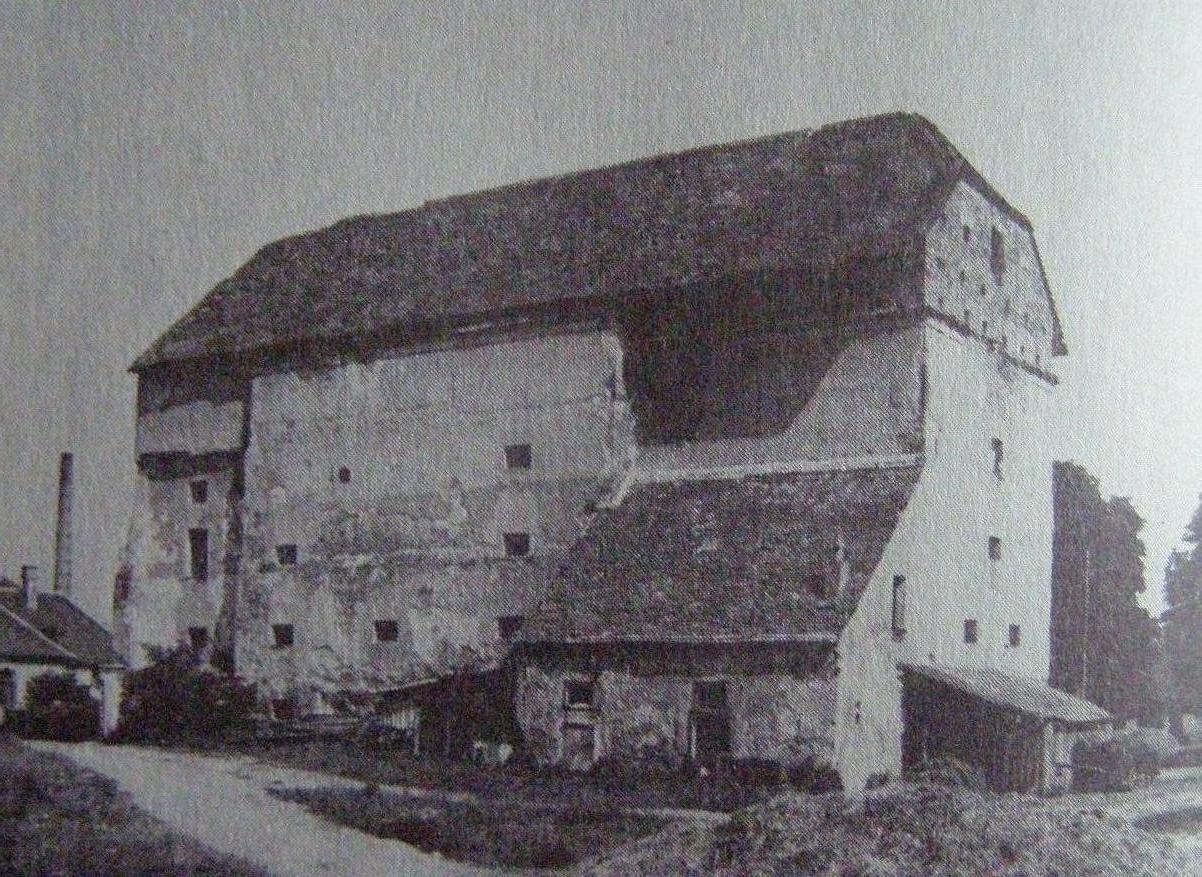
Magtártemplom (az 1980-as évek óta színház)
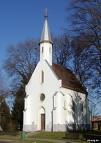
Szentgotthárdi Temetőkápolna
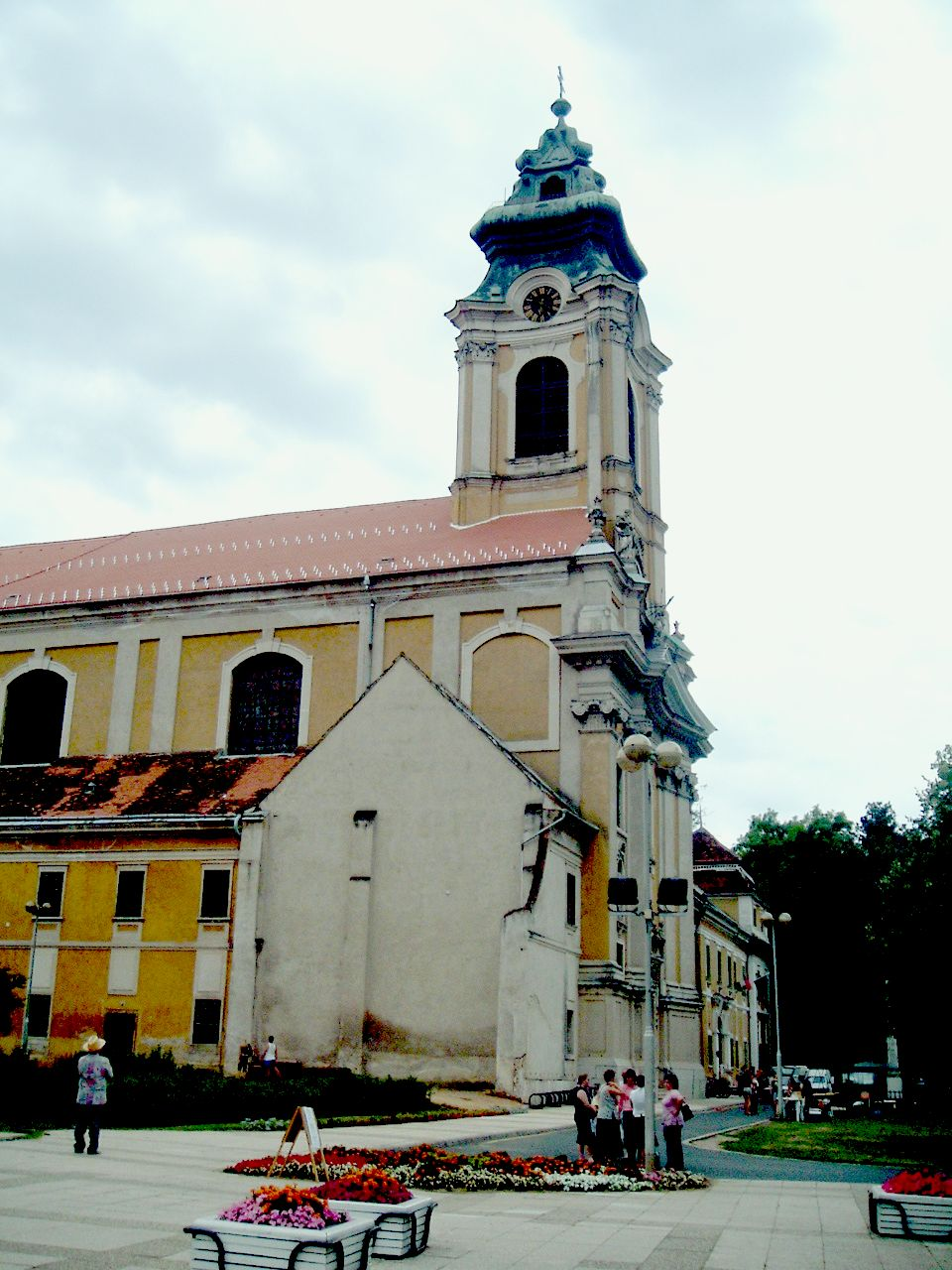
Szentgotthárdi Nagyboldog-asszony templom
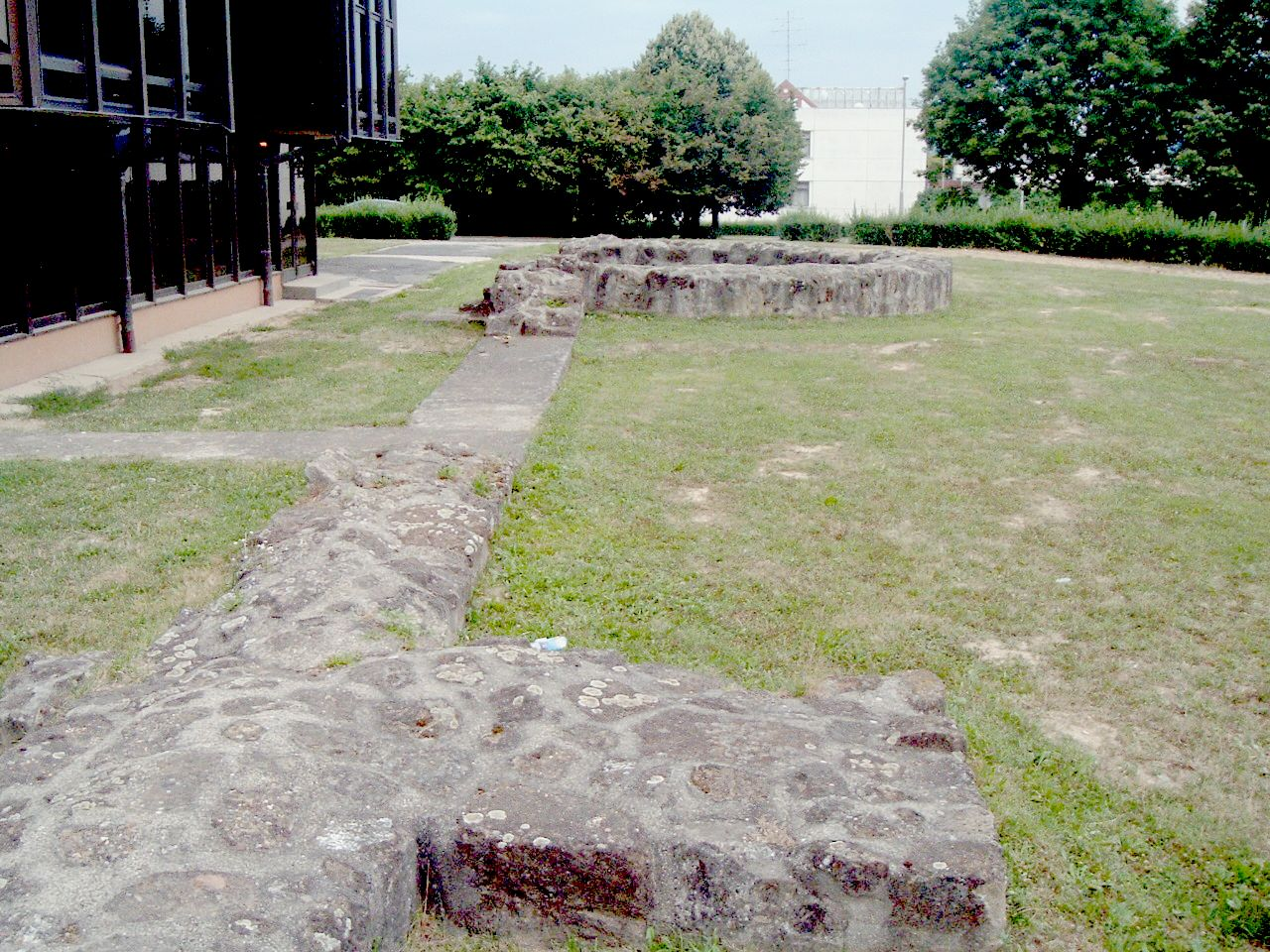
Az egykori szentgotthárdi apátság maradványai
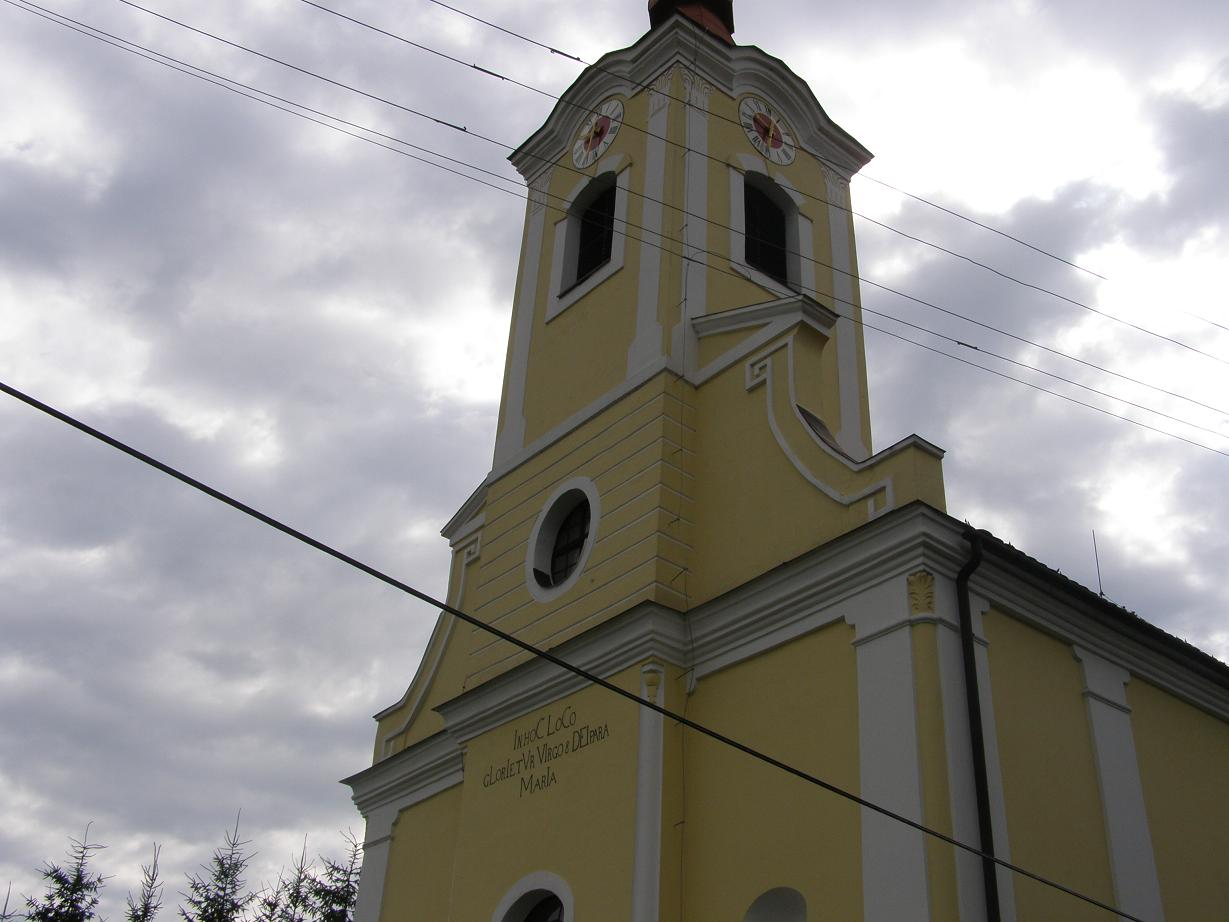
Alsószölnöki templom